# Lasiocereus rupicola
Lasiocereus rupicola är en kaktusväxtart som beskrevs av Friedrich Ritter. Lasiocereus rupicola ingår i släktet Lasiocereus och familjen kaktusväxter. Inga underarter finns listade i Catalogue of Life.